# Gle Kulam
Gle Kulam är en kulle i Indonesien.   Den ligger i provinsen Aceh, i den västra delen av landet, 1 800 km nordväst om huvudstaden Jakarta. Toppen på Gle Kulam är 170 meter över havet, eller 150 meter över den omgivande terrängen. Bredden vid basen är 4,2 km.
Terrängen runt Gle Kulam är kuperad åt nordost, men åt sydväst är den platt.Runt Gle Kulam är det mycket glesbefolkat, med 7 invånare per kvadratkilometer. I omgivningarna runt Gle Kulam växer i huvudsak städsegrön lövskog.